# Скочиляс, Владислав
Владислав Скочиляс (пол. Władysław Skoczylas; 4 апреля 1883, Величка Краковское воеводство Австро-Венгрия — 8 апреля 1934, Варшава) — польский гравёр, живописец, скульптор, педагог. Один из создателей польской графической школы XX века.

## Биография
Учиться живописи начал с 1901 года в венской Художественно-промышленной школе, позже в течение двух лет с 1904 по 1906 г. — в Академии изобразительных искусств в Кракове. Ученик художников Теодора Аксентовича и Леона Вычулковского, скульптуре учился у Константы Лашчки.
В 1908-10 годах Скочиляс преподавал рисунок в Школе художественной обработки дерева в Закопане - столице польских гуралей. В этот период он близко познакомился с историей и традициями гуралей, а также гуцулов. С той поры значительная часть гравюр Владислава Скочиляса была посвящена жизни и борьбе карпатских горцев. Поэтому многие работы В. Скочиляса основаны на народных традициях резьбы по дереву, гравюры и лубка.
В 1910—1913 гг. В. Скочиляс жил во Франции и работал в скульптурной мастерской Э. А. Бурделя в Париже. Позднее обратился к графическим техникам, особенно гравюре на дереве — в студии Бертольда в Академии графических искусств в Лейпциге (1913).
В 1918—1920 годах В. Скочиляс — доцент графики факультета архитектуры Варшавского политехнического института. С 1922 года — профессор, заведующий кафедрой Варшавской школы изящных искусств (впоследствии, Академия изящных искусств (Варшава). Воспитал многих мастеров искусства ( в частности, Т. Цеслевского, О. Шаткивского и др.), создал польскую школу ксилографии нового времени.
Был в числе основателей варшавских объединений: Товарищество польских художников «Ритм» (1922) и Товарищество польских графиков «Гравюра» (1925).
На Олимпийском конкурсе искусств и литературы в Амстердаме (1928 г.) Владислав Скочиляс удостоился бронзовой медали за цикл плакатов: «Св. Губерт», «Диана», «Лучник II» и «Лучник III».
В 1930 г. Скочиляс создал цикл гравюр «Старая Варшава».
Похоронен Скочиляс на варшавском кладбище Старые Повонзки.

## Творчество
Основное направление творчества В. Скочиляса, кроме живописи, различные виды гравюры. Мастер ксилографии, офорта, акватинты, техники сухой иглы.

## Избранные работы
- Ксилографии:
  - Марш опришков (1916)
  - Танец опришков (1919)
- Девушки с корзинами (1928)
- городские и сельские пейзажи (цикл «Старая Варшава», 1930)
  - Профиль гураля (горца) (1911), (сухая игла)
- Офорты:
- Доминиканский костел во Львове (1912)
- Голова старого гураля (1913)
- Гравюра:
  - Яносик
  - Женщина с единорогом

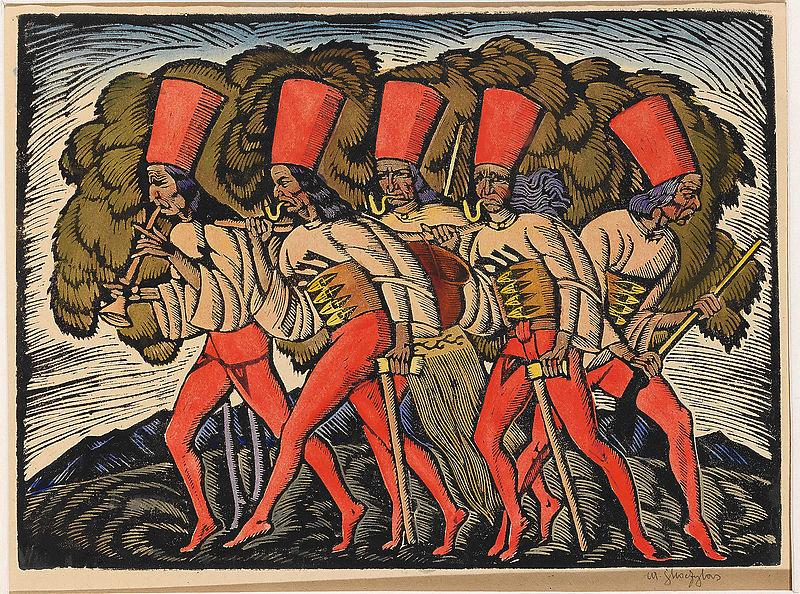
Марш опришков (1916)
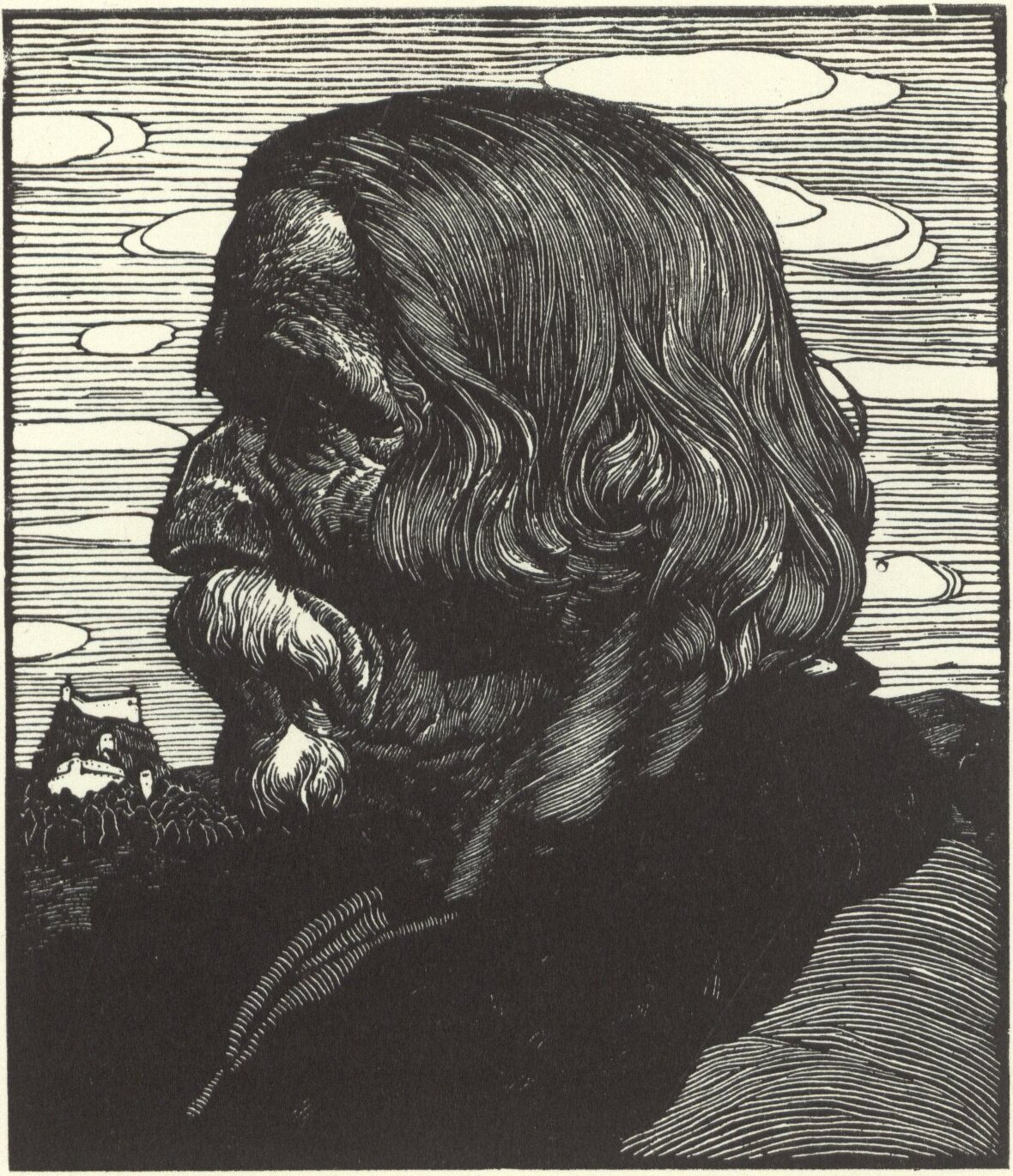
Профиль гураля
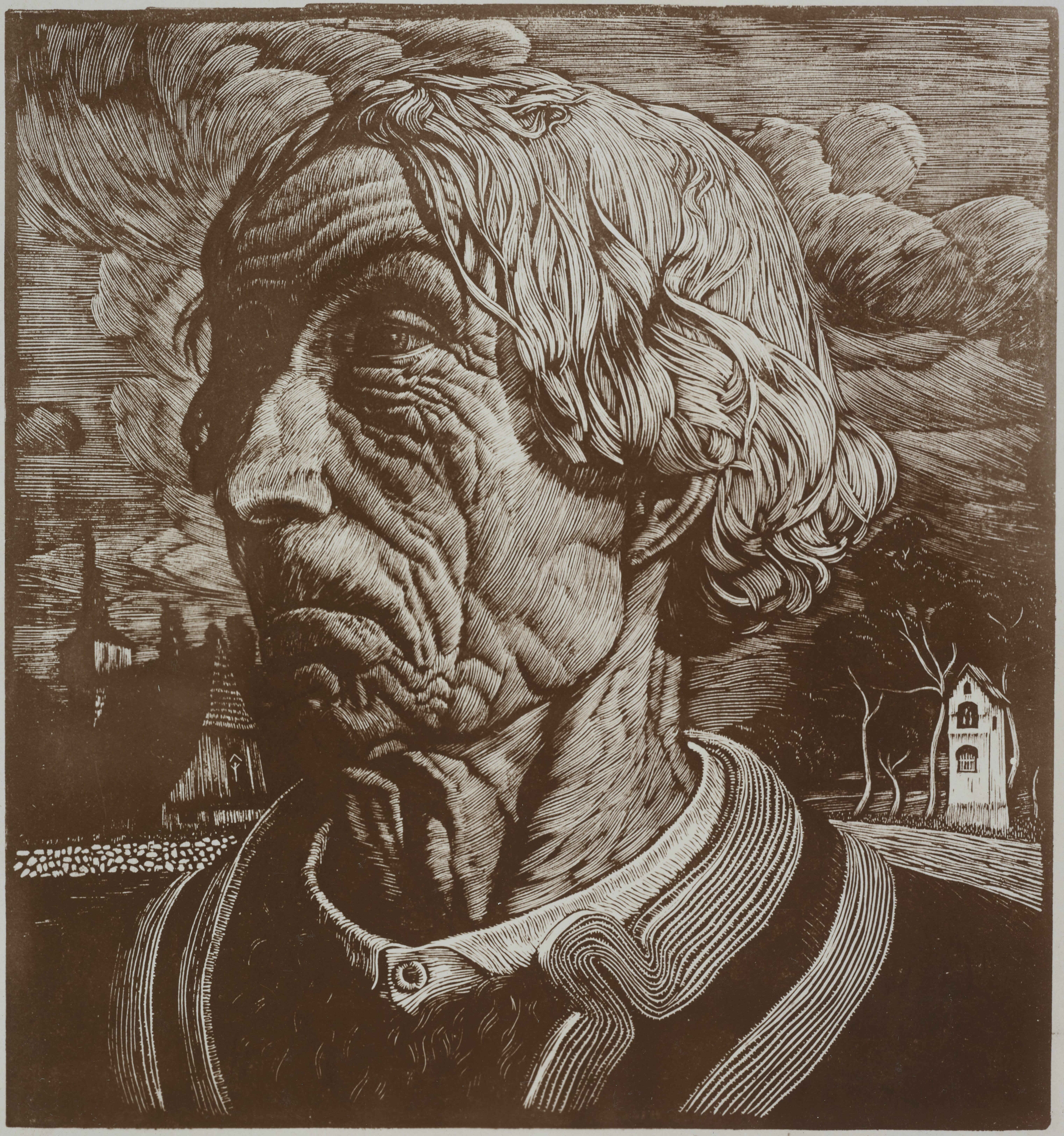
Голова гураля (1913)
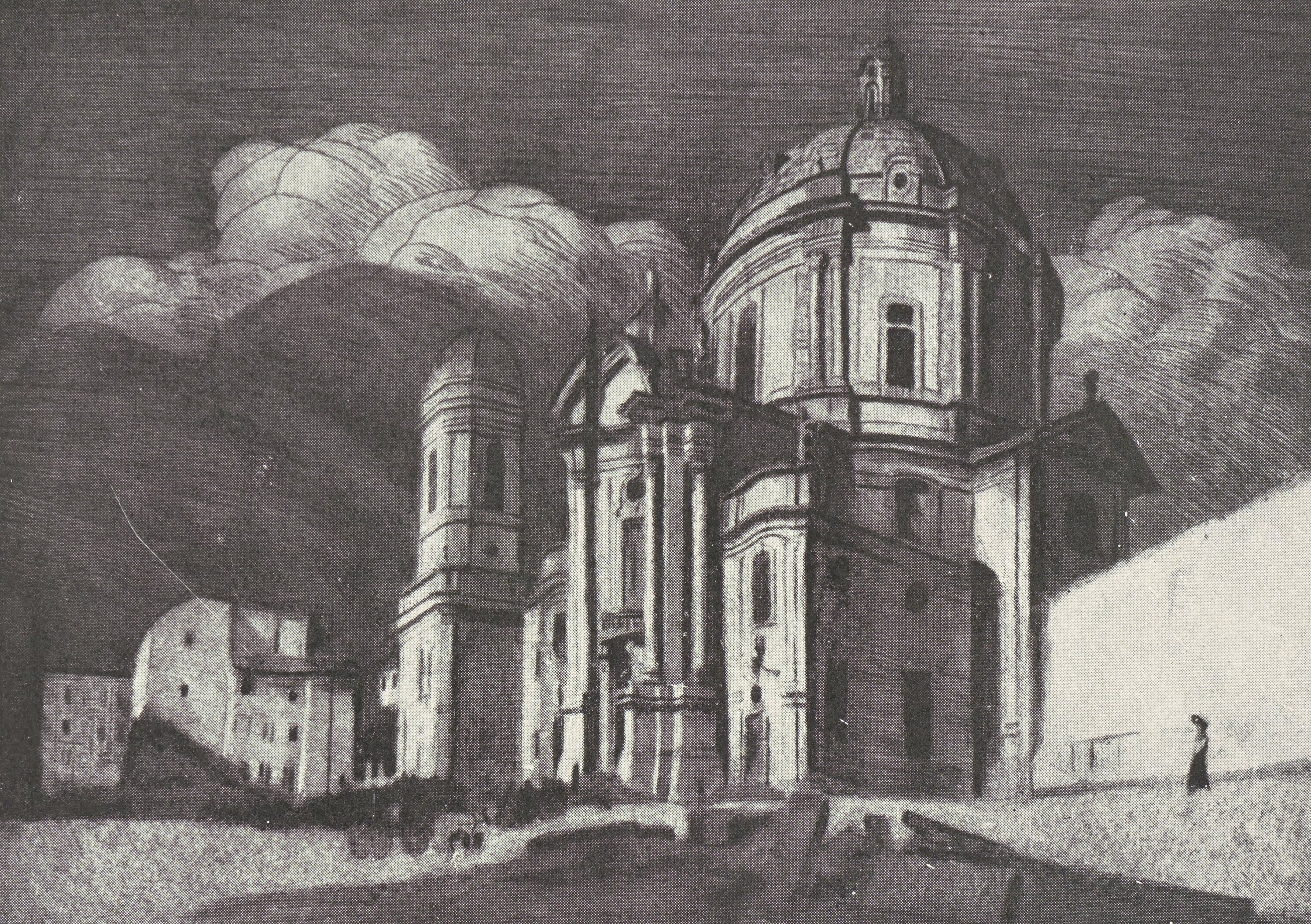
Доминиканский костел во Львове (1912)
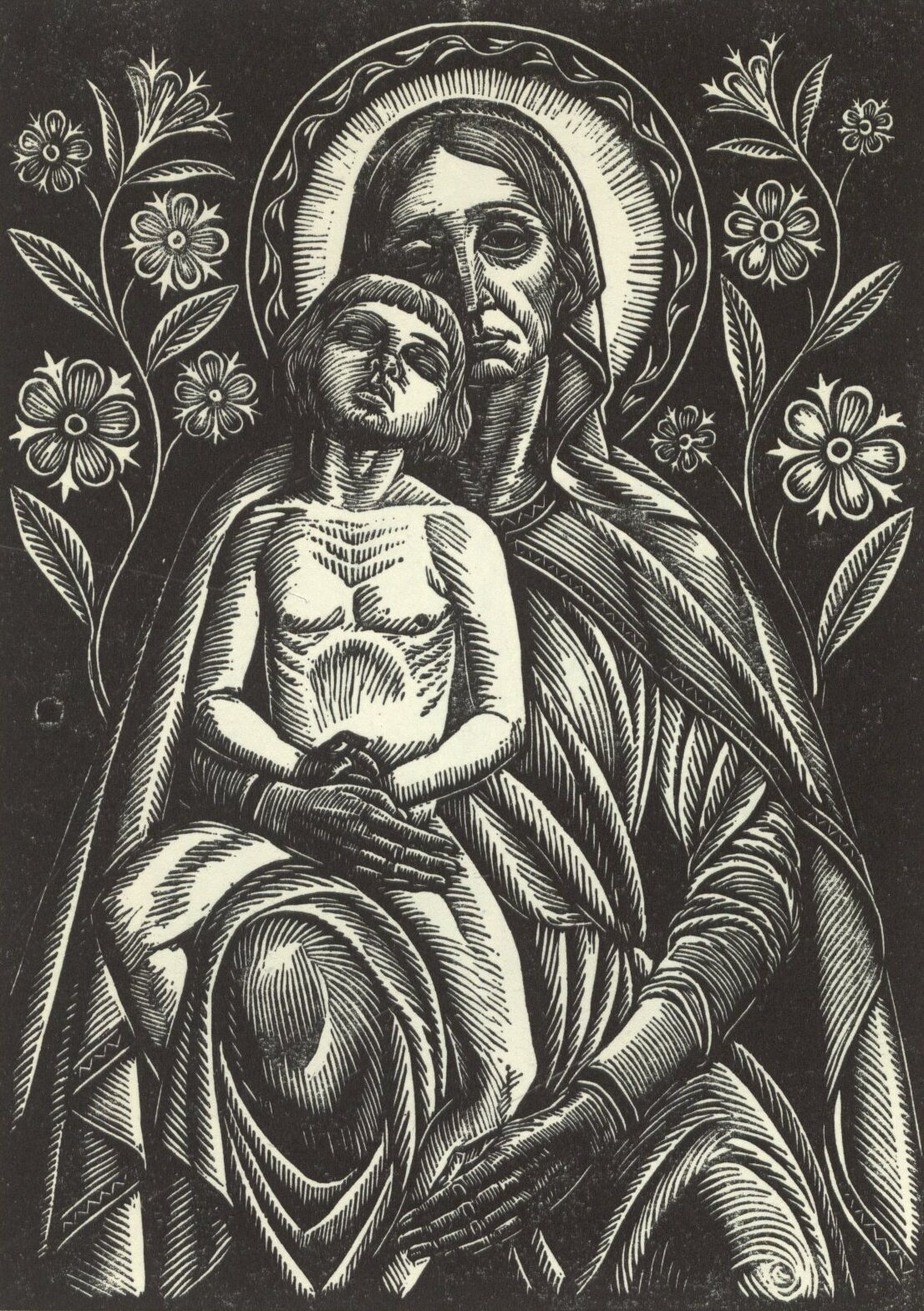
Мадонна
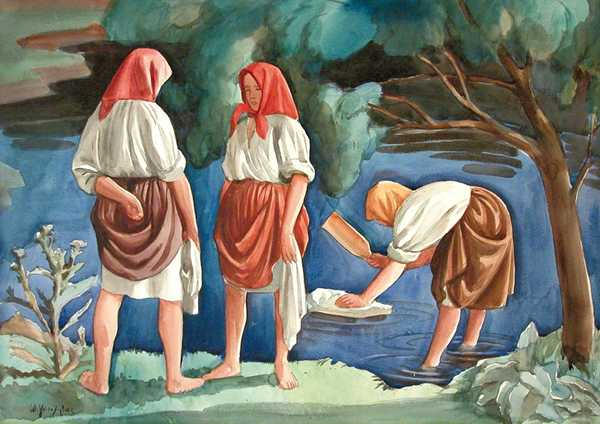
Прачки (акварель)

## Награды и премии
- 1914 году — первая премия на конкурсе им. Г. Грохмана в Закопане
- 1928 год — бронзовая медаль на Олимпийском конкурсе искусства и литературы в Амстердаме

## Память
- В марте 1979 г. Почта Польши выпустила в оборот марку с изображение работы В. Скочиляса «Голова юноши»[1].